# Филибастер
Филиба́стер (англ. filibuster) — традиционная для парламентаризма в США тактика препятствования рассмотрению законопроектов, используемая парламентским меньшинством. К филибастеру относятся забалтывание, затягивание споров, саботаж кворума и «утапливание» предмета обсуждения в большом количестве не всегда существенных частных случаев и поправок. Основная цель применения филибастера — это оттягивание времени принятия или полный срыв решения по поставленному на повестку вопросу. Современная техника филибастера, применяемая в Сенате США, не является однозначно негативной и позволяет приходить к консенсусу в рамках обсуждения законопроекта.

## Этимология
Слово «флибустьер» произошло от нидерл. vrijbuiter — «грабитель, пират», дословно «свободный добытчик». В XIX веке параллельно заимствованные из голландского исп. filibustero и фр. flibustier были заимствованы уже в американский английский. Изначально термин «филибастеринг» (англ. filibustering) использовался в отношении частных военных экспедиций в страны Латинской Америки, поддерживаемых США в рамках идеи «Предопределения судьбы», одна из которых, к примеру, известна как Флибустьерская война. Первое упоминание слова «филибастеринг» в контексте законодательных слушаний произошло 3 января 1853 года при обсуждении интервенции на Кубу. Тогда демократ Авраам Венейбл поддержал изоляционистский взгляд Вигов на вторжение и выразил протест против филибастеринга в отношении испанской колонии. Другой демократ Альберт Браун возразил: 
Когда я увидел своего друга стоящим на другой стороне Палаты и занимающимся филибастерингом, как я понял, против Соединенных Штатов, окруженным восхищенными Вигами, я не знал, о чем и подумать. Мне кажется, что он формально покинул своих старых друзей и переметнулся к Вигам.
 Хотя в данном контексте слово «филибастеринг» было употреблено как синоним для «обструкции» лишь косвенно, эта речь может считаться точкой отсчета для нового смысла этого слова. Само слово «филибастер» как тактика обструкции вошло в политический лексикон в 1860-е годы. По аналогии образовывается и глагол англ. to filibuster — проводить филибастер, филибастерить.

## Сенат США
В Сенате США продолжительность обсуждения не ограничена, в отличие от Палаты представителей. Вплоть до 1917 года филибастер невозможно было предотвратить, тогда как в этот год была принята опция закрытия прений (англ. cloture motion
). Согласно процедуре, для прекращения филибастера было необходимо 2/3 голосов сенаторов, непосредственно находящихся во время голосования. В 1975 было установлено новое правило, по которому как минимум 60 сенаторов должны проголосовать за закрытие прений. В рамках современной двухпартийной системы отмена филибастера через закрытие прений может быть достигнута только с помощью межпартийной договоренности. Именно по этим причинам филибастер как современная форма парламентской борьбы развился и сохранился именно в этой палате.

### 18-й и 19-й века
Первым филибастером в сенате можно назвать затягивание голосования по поводу выбора города для Первого Конгресса в 1790 году. Палата представителей проголосовала за выбор Филадельфии, тогда как сенат проголосовал против. Голоса разделились буквально напополам, и голос одного больного сенатора, которого приходилось доставлять в сенат вместе с постелью, был решающим. Одним дождливым днем, приверженцы выбора Филадельфии, зная про невозможность доставки болеющего в сенат, вернули вопрос на повестку голосования. Сенаторы из Вирджинии и Южной Каролины, не желавшие выбора отдаленного от их штатов города и усиления позиций Пенсильвании, оттягивали окончательное голосование длинными речами, пытаясь выиграть время. Тем не менее, билль окончательно прошел голосование, и Филадельфия стала городом, принявшим Первый Конгресс. Сенатор от Пенсильвании Уильям Маклей в своих мемуарах указывал, что «беспричинные поправки (могли пошатнуть) веру людей в Сенат».
Изначально сенат имел унаследованную от британского парламента практику «возвращения к повестке», согласно которой прения можно было закрыть простым большинством и перейти к голосованию. Однако после дискуссии в 1805—1806 годах, по предложению вице-президента Аарона Бёрра, эта практика была отменена, и с 1806 года обсуждение могло длиться до тех пор, пока сенаторы физически могли его поддерживать.
В 1830—1840-е годы сформировалась вторая партийная система, поэтому филибастер стал применяться чаще в рамках конфликта между вигами и демократами. Обструкция использовалась сначала меньшинством вигов для попытки блокирования снятия цензуры с Эндрю Джексона, а после уже демократическим меньшинством при блокировании восстановления национального банка. И все же до 1880-х годов филибастер не являлся большой помехой для законодателей, когда как с появлением вопроса о серебре, а позже и прогрессивного меньшинства, филибастеры стали более частым проявлением парламентарной борьбы. 

### 20-й век

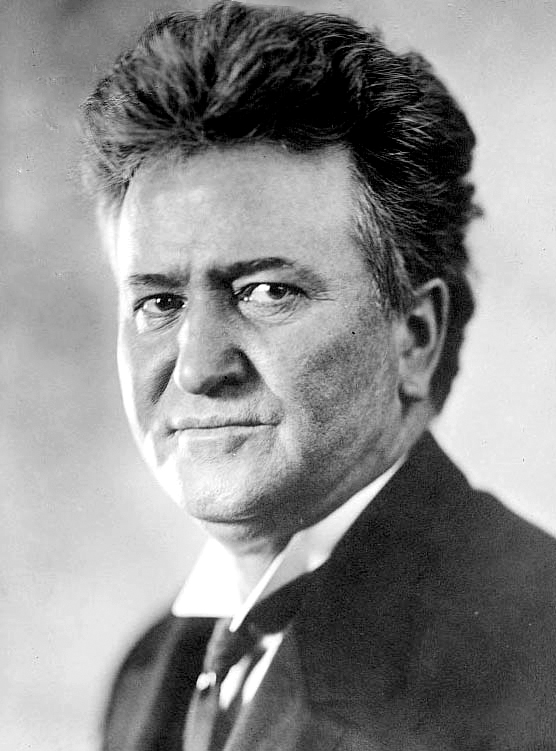
Роберт Лафоллет

Начиная с 1900-х, внутри Республиканской партии образовывалось прогрессивное крыло. Одним из ярких представителей этого движения являлся Роберт Лафоллет, который многократно пользовался филибастером, будучи членом Республиканской партии, а после и Прогрессивной. В полночь с 29 на 30 мая 1908 года во время длительного филибастера Лафоллет был отравлен яичным напитком, в котором было обнаружено летальное количество опасных бактерий. Сенатору удалось выжить и продолжить филибастер до 7 часов утра. Тогда Лафоллет поставил рекорд в 18 часов и 23 минуты поддержания филибастера. Одна из теорий гласит, что таким образом другие сенаторы попытались прервать филибастер республиканца, чтобы закончить сессию сената и отправиться на летний перерыв. После окончательного раскола в Республиканской партии в 1912 году, сформировавшаяся Прогрессивная партия перешла в оппозицию как и к демократам, так и к республиканцам. Сенаторы-прогрессивисты использовали филибастер по социальным вопросам и вопросам внешней политики, придерживаясь изоляционистского взгляда. В 1917 году прогрессивисты во главе с Лафоллетом запустили филибастер против предложения президента Вудро Вильсона вооружать торговые корабли для противодействия немецким подводным лодкам. После того, как законопроект был провален 4 марта 1917 года, уже 5 марта была созвана специальная сессия Конгресса, на которой была введена возможность закрытия прений с ограничением времени дискуссии до 30 часов с последующим голосованием.
Осенью 1919 года в сенате должно было состоятся голосование по резолюции о ратификации Версальского договора, которое некоторое время блокировалось филибастерами прогрессивистов и республиканцев. Причиной затянутых прений стал конфликт между Вудро Вильсоном и главой сенатского комитета по международным отношениям, по совместительству лидером республиканского большинства, Генри Лоджем. Точно также, как и для прекращения прений, для принятия резолюции о ратификации любого договора сенат должен проголосовать «За» двумя третями голосов. В сентябре 1919 г. Лодж представил дополнения к Версальскому договору, названными «оговорками Лоджа», которые были неприемлемы для Вильсона и демократов. Ситуация обострилась также потому что Вудро Вильсон в октябре перенёс тяжёлый инсульт и не мог продолжать переговоры с республиканцами. 13 ноября сенатор-демократ Гилберт Хитчкок инициировал процедуру закрытия прений для последующего голосования, через 2 дня голосованием 78-16 филибастер был прекращён. Тем не менее, 19 ноября голосования по резолюции о ратификации договора без «оговорок Лоджа» (За=38; Против=53) и с ними провалились не собрав квалифицированного большинства. Второй раз голосование по резолюции было проведено в марте 1920 года. После длительного филибастера и закрытия прений, голосование было провалено, не собрав квалифицированного большинства (За=49; Против=35). Таким образом, из-за двухстороннего филибастера сенат, так и не пришедши к консенсусу, не принял резолюцию о ратификации Версальского договора. 
C 1920-х по 1960-е годы филибастер использовался сенаторами от южных штатов для блокировки законопроектов о гражданских правах. Рекорд продолжительности филибастера, установленный Лафоллетом, был побит в 1957 году сенатором-сегрегационистом Стромом Термондом: его речь против закона о гражданских правах (1957) продолжалась 24 часа 18 минут. На фотографиях, запечатлевших этот эпизод, сенатор Термонд стоит перед микрофоном с длинным свитком своей речи в руках. Филибастер сегрегационистов 1964 года в рамках протеста против закона о гражданских правах (1964) длился семьдесят четыре дня.
Начиная с 1970-х годов филибастер окончательно стал неотъемлемой практикой в современном двухпартийном сенате, тем не менее, претерпев значительные изменения. Так как обе партии за редким исключением имеют более 41 голоса, запущенная процедура филибастера не может быть отменена только парламентским большинством. Введенная Майком Мэнсфилдом «система двух треков», предназначавшаяся ещё для филибастеров сегрегационистов, используется и по сей день: утренняя часть заседания отведена для филибастеров, а послеполуденная — для остальных законотворческих дел. Более того, современная система предполагает виртуальный филибастер — любой сенатор может запустить его в любой момент, объявив об этом в сенате, в прессе или уведомив лидера своей партии лично. Таким образом, для прохождения любого законопроекта через сенат необходимо согласие нескольких сенаторов из оппозиционной партии для закрытия прений. Современный филибастер позволяет конструктивнее работать над законодательством, учитывая взгляды обеих сторон, и передаёт большую власть и ответственность комитетам. Одновременно с этим, он усиливает позиции умеренных политиков, играющих ключевую роль в формировании супербольшинства.
В 1988 году сенатор Роберт Бёрд, будучи лидером демократического большинства в верхней палате, объявил пленарное заседание непрерывным вплоть до голосования, решив положить конец обструкции реформы финансирования кампаний для избрания в сенат. Республиканцы ответили бойкотом и покинули зал заседаний, таким образом запустив филибастер, однако Бёрд приказал сенатскому приставу арестовать отсутствующих сенаторов и доставить их в палату под конвоем. Задержать и водворить на рабочее место удалось лишь Роберта Паквуда — при насильственной доставке ему сломали палец. Сенат находился в непрерывной сессии продолжительностью 53 часа, и после восьмого голосования о закрытии заседания из-за отсутствия кворума законопроект окончательно провалился в том созыве сената.

### 21-й век
Начиная с 2000-х годов предметом спора стало XXII правило проведения заседания в сенате, определяющие порядок голосования и закрытия прений. По правилам сената, сами правила могут изменяться только квалифицированным большинством, однако согласно XX правилу, чтобы зафиксировать, изменить или отменить прецедент, который будет уточнять толкование этих правил или оспорить правильность применения Правил председательтсвующим, достаточно простого большинства. Использование XX правила в целях обхода сбора квалифицированного большинства получила название «ядерная опция» (англ. nuclear option), в связи с тем, что ее применение является крайней, но сверхэффективной мерой, позволяющей отменять филибастер простым большинством. Статья 2 Пункт 2 Конституции США закрепляет за сенатом полномочия утверждения президентских номинаций должностных лиц простым большинством, однако правило XXII не определяет необходимое большинство для закрытия прений по этому вопросу напрямую. Таким образом, обе партии, имея большинство в разное время, последовательно поднимали вопрос о дословной трактовке конституции и использовании прецедента для корректировки правил сената.
Суть "ядерной опции" состоит в том, что после голосования, во время которого за закрытие прений проголосовало больше половины, но меньше 60 сенаторов, один из сенаторов заявляет протест против действий председательствующего, который объявляет об отклонении предложения. Согласно правилу XX спор с председательствующим решается простым большинством голосов. Сенат голосует против решения председательствующего и тот вынужден объявить о том, что решение о закрытии прений было принято. 
В 2005 году произошли первые значимые дебаты по поводу применения республиканским большинством ядерной опции для судейских номинаций президента Буша. По итогу дебатов сформировалась межпартийная «Группа четырнадцати», объявившая об однозначном блокировании попыток применения ядерной опции для изменения порядка голосования по должностным лицам. В «Группу четырнадцати» входили такие сенаторы, как Роберт Бёрд, Джон Маккейн, Линдси Грэм, Сьюзан Колинз. В 2013 году лидер демократического большинства Гарри Рид инициировал успешную ядерную опцию в ответ на республиканский филибастер. Таким образом, не изменяя сенатских правил, демократы смогли добиться снижения порога необходимых голосов для преодоления филибастера до простого большинства для голосования по судейским президентским номинациям, за исключением верховных судей. В 2017 году из-за филибастера демократов против назначения Нила Горсача верховным судьей, Митч Макконнелл, как лидер республиканского большинства, инициировал ядерную опцию, расширяющую трактовку, принятую в 2013 году, и на верховных судей.

10 декабря 2010 года Берни Сандерс инициировал филибастер, длившийся 8 часов и 37 минут, направленный против закона о налоговых льготах (2010). В 2015 году его выступление было выпущено в книге «Речь» (англ. «The Speech»), ставшей бестселером. В 2020 на YouTube появилась lo-fi версия речи Сандерса. Считается, что это выступление принесло сенатору всеамериканскую славу.
На сегодняшний день будущее филибастера неоднозначно. Некоторые республиканцы, в лице Дональда Трампа и иных, как и некоторые демократы, в лице Джо Байдена, Камалы Харрис и других, призывали реформировать систему филибастера, например, уменьшив количество необходимых для прервания филибастера голосов. В 2022 году, имея поддержку 50 сенаторов и решающий голос вице-президента Камалы Харрис, демократы попытались использовать ядерную опцию для изменения правил голосований по закрытию прений. В частности, расширение уже существующих трактовок позволило бы отменять филибастер простым большинством при рассмотрении некоторых законопроектов. Джо Байден, как и большинство иных демократов, призывал отменить необходимое квалифицированное большинство для закрытия прений по голосованиям для биллей об абортах и о правах избирателей. Голосование по прецеденту провалилось, не собрав 50 голосов из-за двух голосов «Против» от демократических сенаторов Джо Мэнчина и Кирстен Синемы. Митч Макконнелл, тогда лидер республиканского меньшинства, назвал филибастер «эссенцией сената», вместе с тем выразив опасения, что «тем не менее, в ближайшем будущем ситуация может и измениться». 1 апреля 2025 года сенатор Кори Букер поставил новый рекорд длительности речи в сенате. Основной темой речи стал протест против действий Дональда Трампа и службы DOGE во главе с Илоном Маском. Речь сенатора длилась 25 часов и 5 минут, таким образом побив рекорд сенатора Термонда и став самым длинным выступлением за всю историю Сената. Хотя в некоторых источниках указывается, что это также самый длинный филибастер, тем не менее, речь Букера технически не являлась филибастером, так как не блокировала никакое из голосований.

## Палата представителей США
Вышеупомянутая практика «возвращения к повестке» изначально существовала и в Палате представителей США, которая также была отменена в 1805 году с подачи Аарона Бёрра. В 1842 году было введено ограничение на время высказываний, что ограничило возможность применения филибастера в этой палате и по сей день. Тем не менее, в этой палате имеется право на волшебную минуту (англ. magic minute) для лидеров партий, позволяющее высказываться неограниченное количество времени. Примером использования этого права для начала филибастера является рекордная для Палаты представителей речь Кевина Маккарти продолжительностью 8 часов 33 минут в качестве протеста против принятия акта «Построить лучше, чем было». До этого рекорд принадлежал лидеру демократического меньшинства Нэнси Пелоси — ее самая длинная речь-протест длилась 8 часов 7 минут.

## В других странах
Подобные филибастеру тактики ведут свою историю вместе с самим парламентаризмом.
В древнеримском сенате не было ограничения по времени на выступления, поэтому голосования можно было саботировать не заканчивающимися речами. Одним из ярких практиков филибастера в Древнем Риме являлся Марк Порций Катон Младший. Заседания сената заканчивались с наступлением сумерек, поэтому Катон или подкупленные им люди от начала заседания до вечера декламировали длинные речи для откладывания голосования на неопределенный срок. Катон использовал филибастер как орудие борьбы с возвышением древнеримских политиков Первого триумвирата. Одним из случаев использования подобной обструкции было сорванное голосование за возможность рассмотрения права Юлия Цезаря на избрание консулом в его отсутствие перед сенатом. Цезарь послал письмо в сенат с прошением о голосовании in absentia, однако Катон смог затянуть рассмотрение прошения настолько, что Цезарю все-таки пришлось присутствовать на голосовании лично.
Начиная с 1874 года член Парламента Великобритании ирландец Джозеф Биггар начал использовать длинные речи в качестве обструкции для привлечения внимания к ирландскому вопросу. Позже ирландские члены парламента во главе с Чарльзом Парнеллом успешно использовали филибастер для саботажа голосований. Такая тактика привела к принятию закона «О народном образовании в Ирландии» и уступкам британского правительства. Вместе с тем делопроизводство Палаты общин подверглось изменению: с 1882 года спикер и главы комитетов могли ограничивать время на обсуждение законопроекта, а в 1887 году была принята процедура, аналогичная закрытию прений в Сенате США, — так называемый «гильотинный» метод. Суть этого нововведения заключалась в возможности голосования за конкретное время обсуждения законопроекта.
28 октября 1897 года делегат от Брюнна Отто Лехер произнес 12-часовую речь перед Палатой депутатов Рейхсрата в рамках обструкционизма левых партий. Либеральные и социалистические силы пытались заблокировать обновление Австро-Венгерского соглашения, что в итоге привело к закрытию парламентской сессии. Марк Твен описал это событие в своем эссе «Тревожные времена в Австрии».

## В культуре
В фильме Фрэнка Капры «Мистер Смит едет в Вашингтон» честный, но слабо разбирающийся в политике сенатор Джефферсон Смит попадает под ложное обвинение и, чтобы оправдаться, вынужден прибегнуть к филибастеру: говорить до тех пор, пока в его родном штате общественность не выскажется в его пользу и не опровергнет ложные обвинения.
В 6-й серии 6-го сезона сериала «Парки и зоны отдыха» главная героиня, советник городского управления Лесли Ноуп, затягивает слушание о введении законопроекта путём филибастера.
Авторы сериала «Скандал» в каком-то роде экранизировали поступок техасского сенатора Венди Дэвис, которая в течение 13 часов без перерывов и возможности опереться на что-либо полной речью, приводящей примеры, препятствовала принятию закона о запрете прерывания беременности после 20-й недели срока. Персонаж бывшей супруги президента альтернативной Америки в 78-й серии сериала, сенатор от штата Вирджиния Мелли Грант, 16 часов стояла у подиума в Сенате, дабы не пропустить закон о прекращении финансирования некоммерческой организации, действующей уже около 100 лет — Американской федерации планирования семьи.